# Coppa Italia 1992-1993 (turni preliminari)
I turni eliminatori della Coppa Italia 1992-1993 iniziarono il 22 agosto 1992 e terminarono il 2 settembre 1992.

## Primo turno
| Arbitro: | Boggi (Salerno) |

|                                   |                      |                                  |
| Ghezzi 115’ (rig.)                | Marcatori            | 113’ (aut.) Rossi                |
| Ghezzi D'Ermilio Consonni Gazzani | Tiri di rigore 4 – 2 | Moretti Lucci Di Cintio Fioretti |

| Arbitro: | Quartuccio (Torre Annunziata) |

|  |           |                 |
|  | Marcatori | 36’ Francescoli |

| Arbitro: | Franceschini (Bari) |

|                                      |                      |                                   |
| Bertuccelli Levanto Paradiso Catelli | Tiri di rigore 2 – 4 | Sacchetti Scienza Zanutta Picasso |

| Arbitro: | Rodomonti (Teramo) |

|  |           |                      |
|  | Marcatori | 86’ (rig.) Scarafoni |

| Arbitro: | Brignoccoli (Ancona) |

|                      |           |  |
| Gelsi 64’ Pagano 69’ | Marcatori |  |

| Arbitro: | Bolognino (Milano) |

|                         |           |              |
| Prete 50’ Zaffaroni 85’ | Marcatori | 19’ Pistella |

| Arbitro: | Cardona (Milano) |

|  |           |                                                |
|  | Marcatori | 53’ Pin 58’ Piovanelli 71’ Rossi 81’ Giampaolo |

| Arbitro: | Racalbuto (Gallarate) |

|  |           |               |
|  | Marcatori | 30’ Provitali |

| Arbitro: | Bazzoli (Merano) |

|              |           |  |
| Delpiano 99’ | Marcatori |  |

| Arbitro: | Conocchiari (Macerata) |

|              |           |                         |
| Castelli 38’ | Marcatori | 54’ Barone 83’ Bellucci |

| Arbitro: | Dinelli (Lucca) |

|             |           |              |
| Vecchio 62’ | Marcatori | 50’ Gautieri |

| Arbitro: | Bettin (Padova) |

|                      |           |                          |
| Mazzoleni 82’ (rig.) | Marcatori | 22’ Bierhoff 66’ Carbone |

| Arbitro: | Braschi (Prato) |

|                         |           |  |
| Simonini 21’ Romano 88’ | Marcatori |  |

| Arbitro: | Borriello (Mantova) |

|                                                  |                      |                                                       |
| Cecconi 58’ Benedetti 68’ (aut.)                 | Marcatori            | 28’ Olive 88’ Maini                                   |
| Cecconi Serra Favo Incarbona Battaglia Assennato | Tiri di rigore 4 – 5 | Ceramicola Baldieri Maini Benedetti Melchiori La Rosa |

| Arbitro: | Rosica (Roma) |

|                                  |           |  |
| Skuhravy 43’ (rig.) Padovano 62’ | Marcatori |  |

| Arbitro: | Arena (Ercolano) |

|                                   |           |  |
| Mazzoli 38’ Ripa 57’ Petrachi 90’ | Marcatori |  |

## Secondo turno

### Andata
| Arbitro: | Luci (Firenze) |

|                                                  |           |  |
| Savićević 23’ (rig.), 60’ Gullit 51’ Massaro 69’ | Marcatori |  |

| Arbitro: | Collina (Viareggio) |

|                          |           |  |
| Moriero 47’ Oliveira 90’ | Marcatori |  |

| Arbitro: | Cinciripini (Ascoli Piceno) |

|                                        |           |                               |
| Sgarbossa 10’ Pacione 45’ De Falco 90’ | Marcatori | 15’, 23’, 49’ Pančev 30’ Sosa |

| Arbitro: | Merlino (Torre del Greco) |

|               |           |  |
| Kolyvanov 12’ | Marcatori |  |

| Arbitro: | Felicani (Bologna) |

|            |           |  |
| Baiano 75’ | Marcatori |  |

| Arbitro: | Trentalange (Torino) |

|                                                        |           |             |
| Mihajlovic 3’ Giannini 15’ Benedetti 61’ Carnevale 88’ | Marcatori | 21’ Lorenzo |

| Arbitro: | Cesari (Genova) |

|                   |           |                               |
| Rossi 9’ Hagi 88’ | Marcatori | 20’ Prytz 45’, 67’ Piovanelli |

| Arbitro: | Beschin (Legnago) |

|                                              |           |  |
| Ferrante 13’ Policano 50’ Fonseca 82’ (rig.) | Marcatori |  |

| Arbitro: | Ceccarini (Livorno) |

|                |           |                                   |
| Brogi 35’, 78’ | Marcatori | 7’ Silenzi 20’ Aguilera 86’ Sordo |

| Arbitro: | Stafoggia (Pesaro) |

|                      |           |                           |
| Protti 20’, 41’, 60’ | Marcatori | 12’, 26’ Dicara 56’ Mendy |

| Arbitro: | Fabricatore (Roma) |

|                       |           |               |
| Lanna 51’ Jugovic 73’ | Marcatori | 90’ Pazzaglia |

| Arbitro: | Amendolia (Messina) |

|  |           |                                                   |
|  | Marcatori | 21’ Bacci 51’ Riedle 66’ (rig.) Signori 88’ Fuser |

| Arbitro: | Pairetto (Nichelino) |

|                |           |             |
| Valenciano 50’ | Marcatori | 75’ Bonaldi |

| Arbitro: | Chiesa (Milano) |

|                    |           |  |
| Minotti 48’ (rig.) | Marcatori |  |

| Arbitro: | Baldas (Trieste) |

|                       |           |                 |
| Ermini 24’ Detari 72’ | Marcatori | 29’ Van't Schip |

| Arbitro: | Boggi (Salerno) |

|                                             |           |  |
| Baggio 33’ Kohler 49’ Möller 56’ Baggio 76’ | Marcatori |  |

### Ritorno
| Arbitro: | Rodomonti (Teramo) |

|                             |           |                                                                        |
| Negri 45’ Ghezzi 85’ (rig.) | Marcatori | 20’ Massaro 22’ (aut.) Cavezzi 25’ Savićević 59’, 77’ Gullit 66’ Evani |

| Arbitro: | Felicani (Bologna) |

|                                      |           |                                                       |
| Branca 40’ Calori 55’ Nappi 85’, 87’ | Marcatori | 24’ Herrera 33’ Oliveira 79’ Firicano 90’ Francescoli |

| Arbitro: | Bazzoli (Merano) |

|                                          |           |                                      |
| Pančev 6’, 25’ Schillaci 60’ Bianchi 90’ | Marcatori | 34’ Francesconi 68’ (rig.) Sacchetti |

| Arbitro: | Amendolia (Messina) |

|                                |           |                             |
| Bosco 10’ Scarafoni 54’ (rig.) | Marcatori | 75’ Kolyvanov 90’ Bresciani |

| Arbitro: | Pairetto (Nichelino) |

|              |           |                                |
| Beghetto 89’ | Marcatori | 30’, 78’ Batistuta 71’ Laudrup |

| Arbitro: | Arena (Ercolano) |

|            |           |                                         |
| Soncin 45’ | Marcatori | 36’ Caniggia 53’ Mihajlovic 90’ Salsano |

| Arbitro: | Trentalange (Torino) |

|           |           |               |
| Rossi 42’ | Marcatori | 18’ Răducioiu |

| Arbitro: | Cardona (Milano) |

|  |           |                                            |
|  | Marcatori | 48’ (rig.), 71’ Careca 80’ (rig.) Ferrante |

| Arbitro: | Bettin (Padova) |

|              |           |  |
| Aguilera 11’ | Marcatori |  |

| Arbitro: | Sguizzato (Verona) |

|                    |           |                          |
| Borgonovo 57’, 59’ | Marcatori | 4’ Jarni 32’, 46’ Protti |

| Arbitro: | Chiesa (Milano) |

|           |           |  |
| Leoni 73’ | Marcatori |  |

| Arbitro: | Dinelli (Lucca) |

|             |           |  |
| Signori 29’ | Marcatori |  |

| Arbitro: | Conocchiari (Macerata) |

|              |           |                     |
| Bonaldi 103’ | Marcatori | 10’ Ganz 67’ Bordin |

| Lecce 2 settembre 1992, ore 20:30 CEST 2º turno - ritorno | Lecce               | 0 – 0 referto | Parma | Stadio Via del Mare\| Arbitro: \| Ceccarini (Livorno) \| |
| Arbitro:                                                  | Ceccarini (Livorno) |               |       |                                                          |

| Arbitro: | Luci (Firenze) |

|                                                                        |           |              |
| Branco 66’ Dobrovolsky 73’ (rig.), 93’ Iorio 108’ Padovano 113’ (rig.) | Marcatori | 49’ Agostini |

| Arbitro: | Rosica (Roma) |

|                |           |            |
| Insanguine 90’ | Marcatori | 55’ Baggio |